# Język hixkaryana
Język hixkaryana – jeden z języków karaibskich. Jest używany przez 600 osób (2000), członków plemienia w dorzeczu rzeki Nhamundá, w Amazonii. Hixkaryana to przykład rzadkiego typu języków, w których zdanie zaczyna się od dopełnienia (Object), następnie jest orzeczenie (Predicate), natomiast na końcu podmiot (Subject). Przykładowe zdanie z wykorzystaniem szyku OVS:
- Toto (dopełnienie) yonoye (orzeczenie) kamara (podmiot)
- Człowieka zjadł jaguar.